# La Nuit qu'on suppose
Pour plus de détails, voir Fiche technique et Distribution.
La Nuit qu'on suppose est un long-métrage documentaire belge de Benjamin d'Aoust, sorti en 2013.

## Fiche technique
- Réalisation : Benjamin d'Aoust
- Scénario : Benjamin d'Aoust
- Image : Virginie Surdej, Benjamin d'Aoust
- Son : Aline Huber, Benjamin d'Aoust
- Montage son : Aline Huber, Jean-François Levillain
- Bruitage : Olivier Thys
- Étalonnage : Thomas Bouffioulx
- Mixage : Philippe Charbonnel
- Montage image : Cédric Zoenen
- Voix audiodescription :  Benjamin d'Aoust
- Production : Anthony Rey
- Directrice de production :  Julie Esparbes
- Société de production : Hélicotronc
- Co-production : RTBF, CBA
- Pays d’origine :  Belgique
- Langue originale : français
- Format : couleur — DCP
- Genre : film documentaire
- Durée : 73 minutes
- Dates de sortie : 
  -  Belgique : 29 septembre 2013 (Festival du film francophone de Namur)
  -  Belgique : 15 janvier 2014

## Distinctions
- 2013 : Magritte du meilleur long-métrage documentaire